# Hokke-ji
Hokke-ji (法華寺 Hokke-ji?) es un templo budista en Nara, capital de la Prefectura de Nara, Japón. Fue fundado por la Emperatriz Kōmyō en el 745.

## Historia
La Emperatriz Kōmyō (701–760), gran difusora del budismo en Japón, estableció como Convento Imperial al Hokke-ji en los terrenos que anteriormente ocupaba una mansión de su padre, el cortesano Fujiwara no Fuhito (659–720). Después de que su esposo, el Emperador Shomu (701-756), designara al templo Todai-ji como la cabeza de un complejo de templos estatales, la Emperatriz Kōmyō estableció a Hokke-ji como el templo principal de un sistema nacional de conventos. Desde los siglos XIII al XVI, las hijas de las familias imperiales y nobles ingresaron a Hokke-ji como monjas budistas.

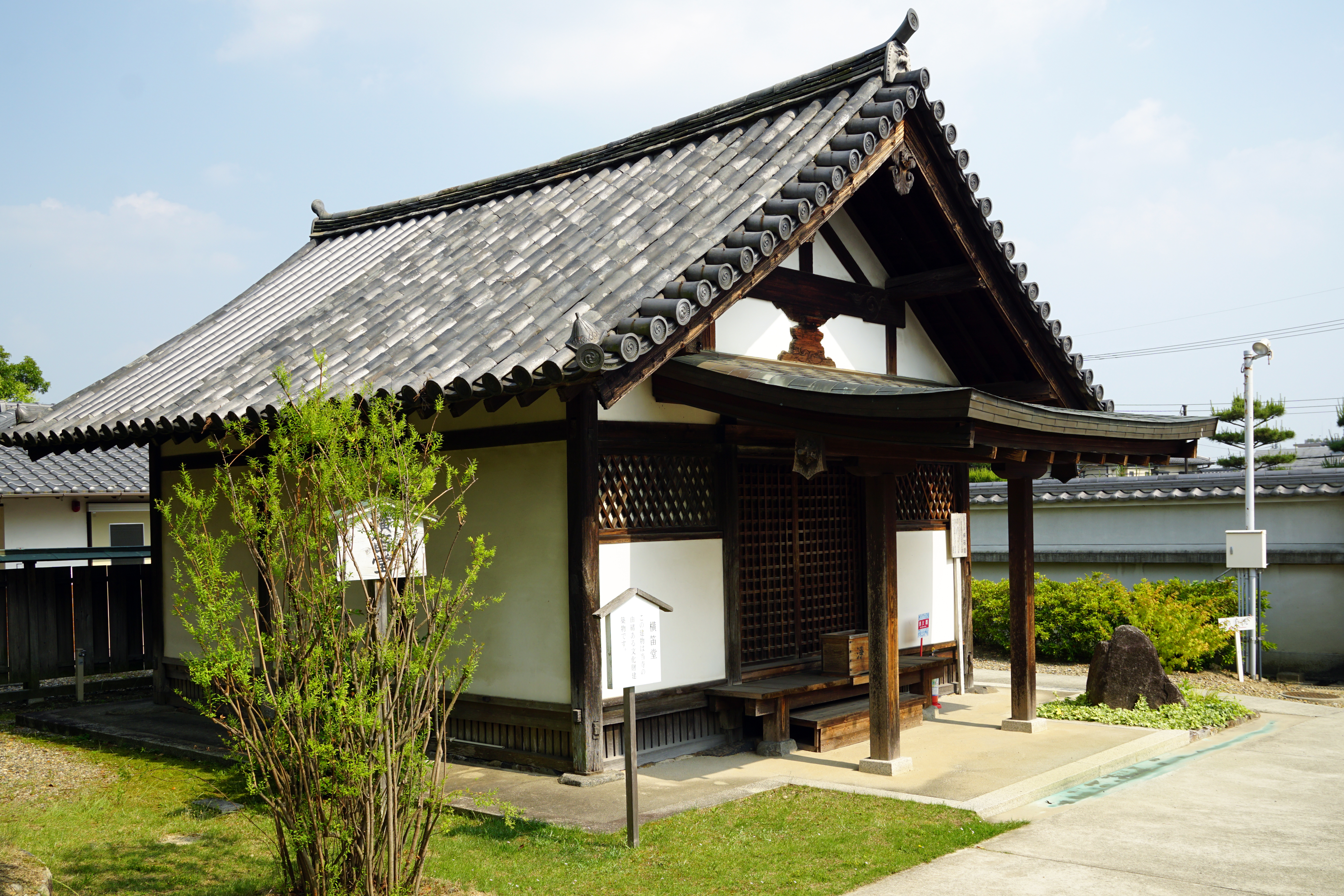
El Karafuro (salón de baño).

El nombre Hokke-ji se puede traducir aproximadamente como el Templo de la Flor de la Ley. La emperatriz Kōmyō alentó a las mujeres del convento a practicar ikebana (arreglo floral). Además, la soberana desempeñó la tarea de ayudar a los ciudadanos más pobres. De este modo, estableció una enfermería, así como una residencia para huérfanos y discapacitados. Se dice que lavó la suciedad de miles de personas afectadas por enfermedades en la casa de baños Karafuro.

## Edificios
- El Hondō (salón principal), reconstruido en el siglo XVII. Cuenta con la imagen principal del templo, una estatua de Kannon de 1 metro de alto y que data del Periodo Heian. Esculpida en un solo bloque de madera, es considerada un Tesoro Nacional de Japón.[1]

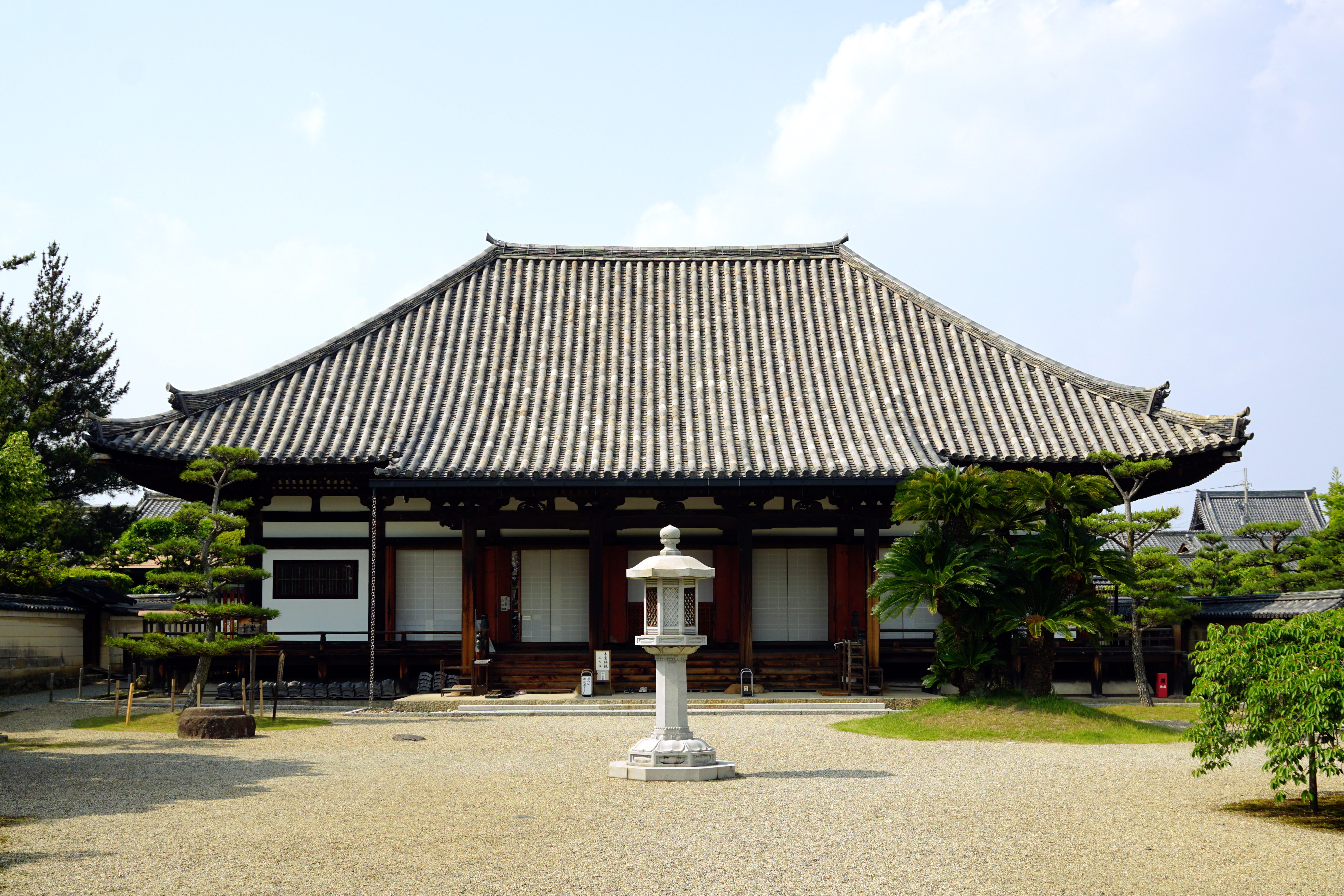
El Hondō.

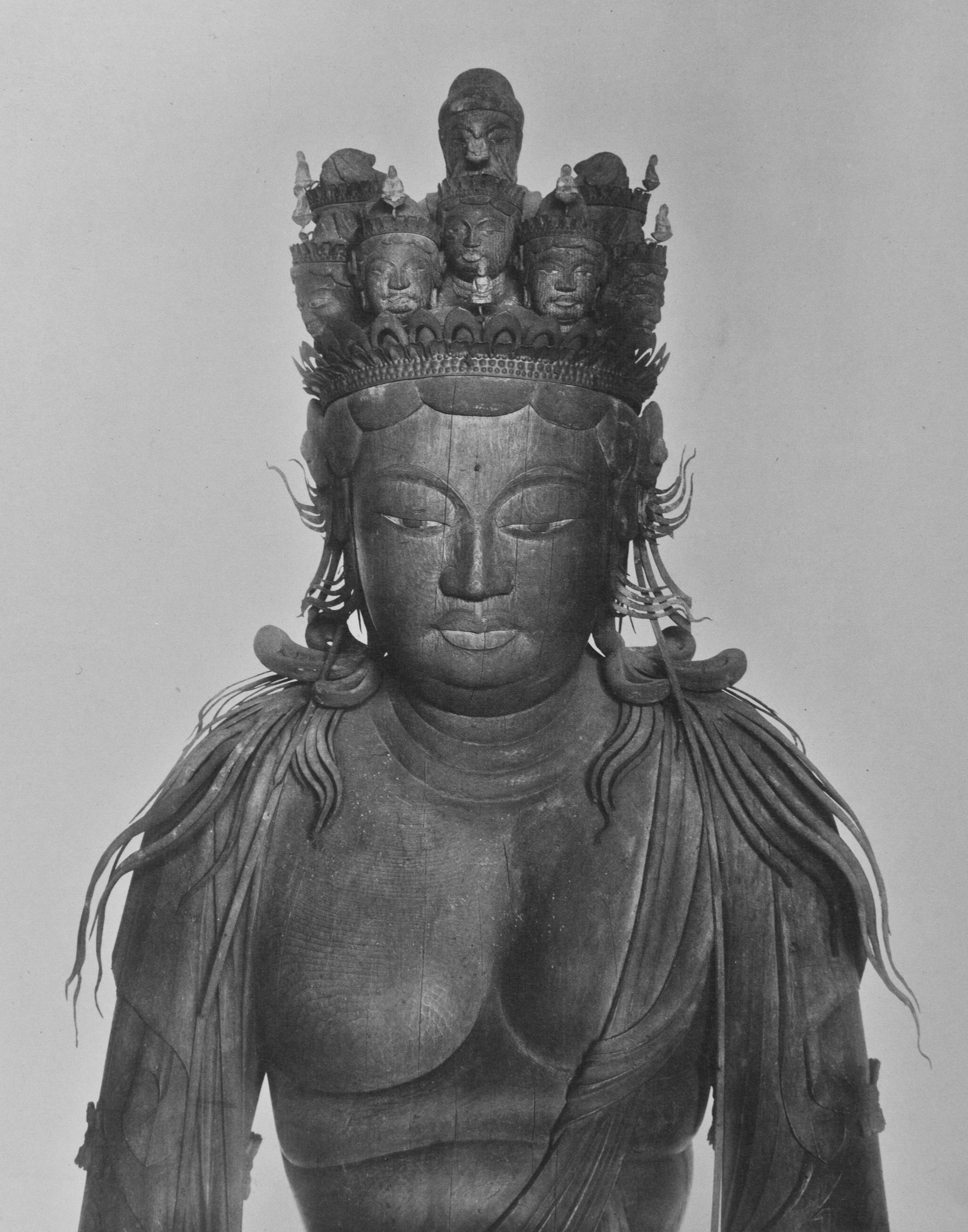
Imagen de la estatua de once cabezas de Kannon.

- El Karafuro (la sala de baño). Fue donde la Emperatriz Kōmyō trató a los enfermos mediante el vapor de plantas medicinales hirviendo.
- El Gomado, destruido durante el Periodo Muromachi y reconstruido en 2004. Se trata de un salón que se ubica sobre un estanque.
- La puerta sur y principal del templo.

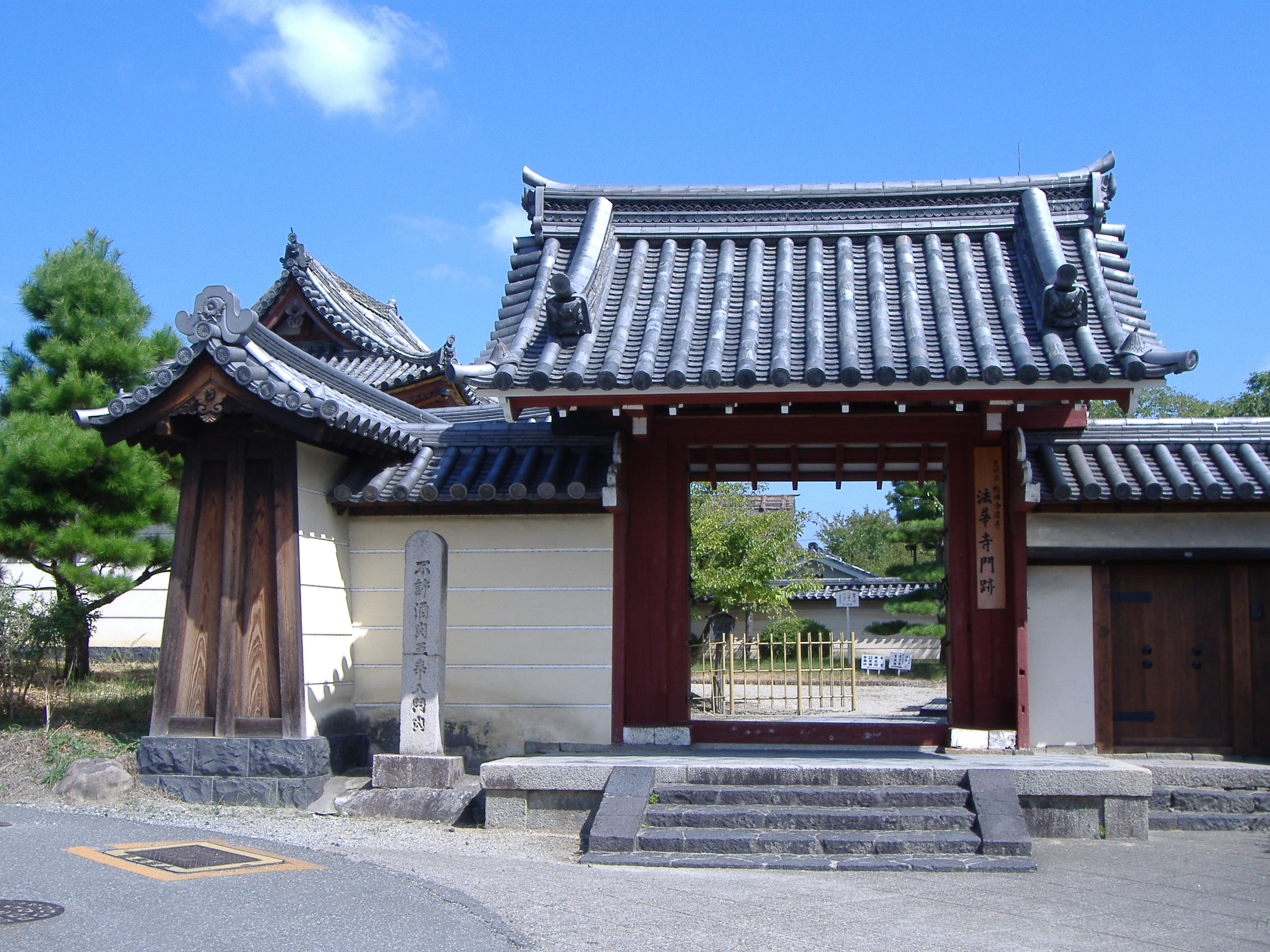
La puerta sur.

- El campanario, reconstruido en el siglo XVII.

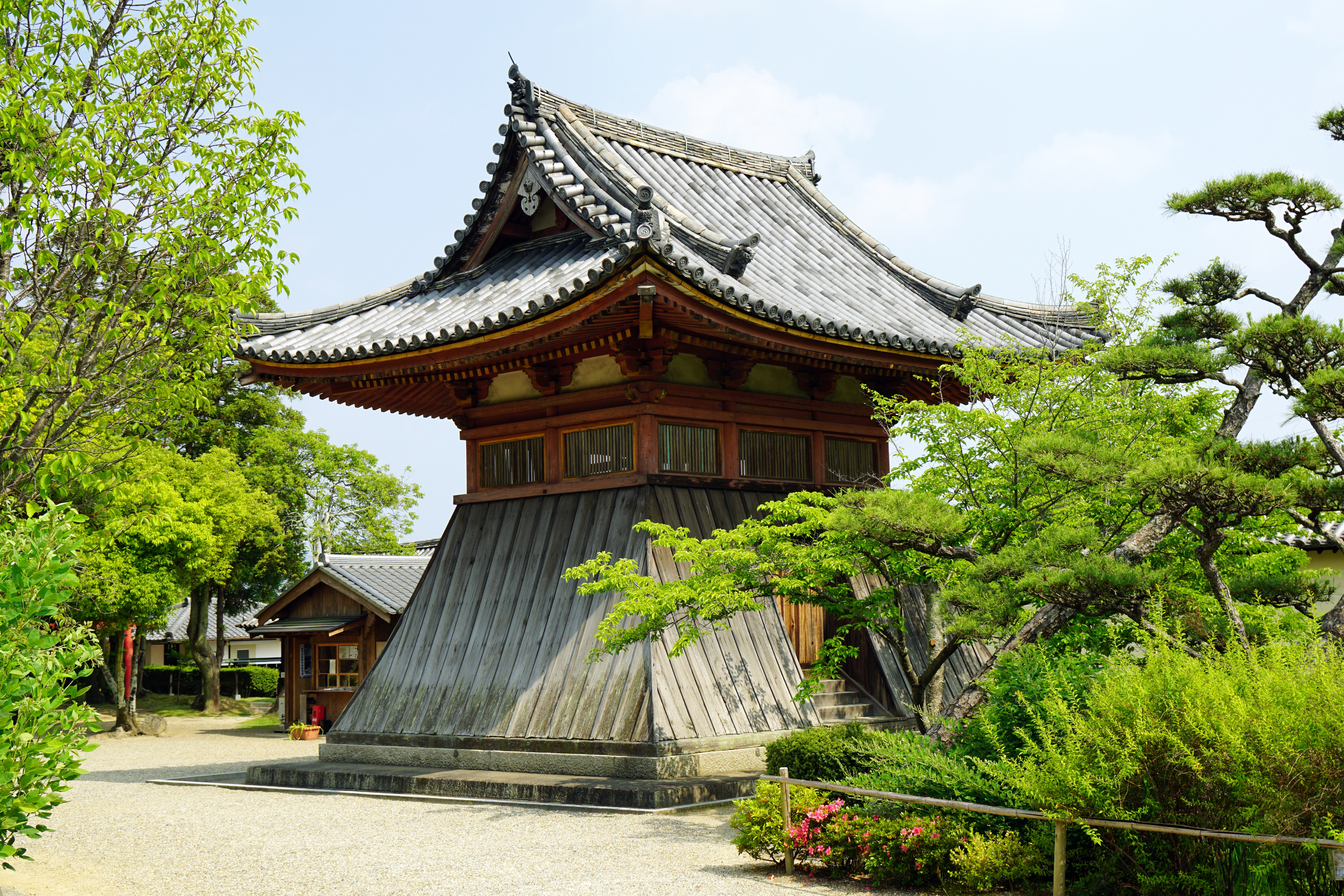
Campanario del Hokke-ji.

## Jardín
Las piedras y las plantas del jardín fueron traídas en el siglo XVII desde el Palacio Imperial de Sento, que antiguamente fue parte de la residencia de Kioto para los emperadores retirados. El jardín es conocido por la abundancia de lirios japoneses (Iris laevigata). Es considerado un Lugar Histórico de Japón.

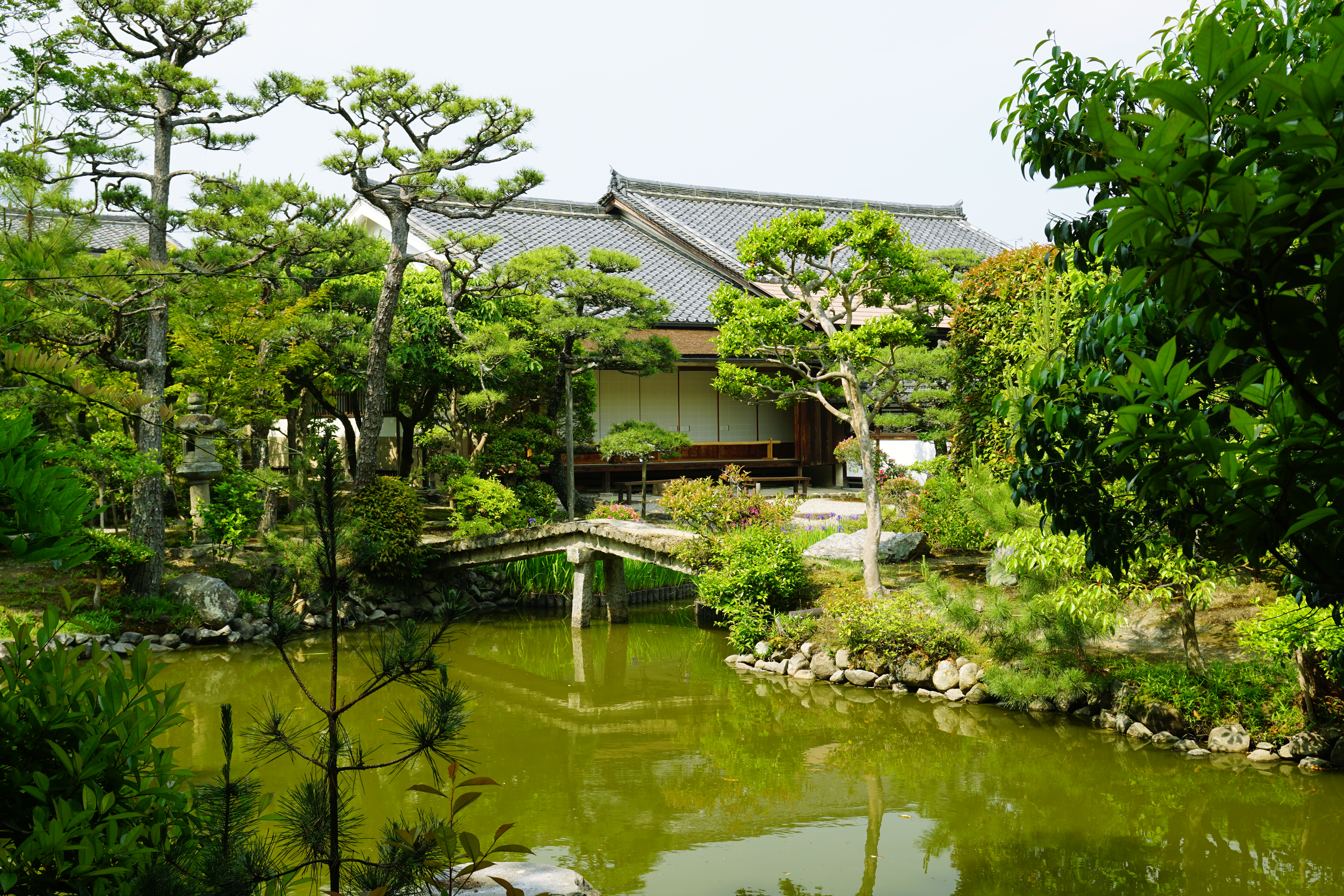
Vista del jardín del templo.